# 教員室
教員室（きょういんしつ）は1984年9月24日にNHK総合テレビジョンのNHK特集で放送されたテレビドラマ。舞台では地人会制作で1985年に初演された。

## テレビドラマ

### スタッフ
- 脚本:山田太一
- 演出:高松良征

### キャスト
- 佐瀬亮校長：小林桂樹
- 木崎教諭：林隆三
- 香山昭郎教諭：夏木勲
- 江口正毅教頭：佐野浅夫
- 角野卓造

ほか

## 舞台（初演時）

### スタッフ
- 脚本:山田太一
- 音楽:毛利蔵人
- 演出:木村光一

### キャスト
- 佐瀬亮（校長）:北村和夫
- 江口正毅（教頭）:宮崎和命
- 木崎邦明（3年体育）:坂口芳貞
- 香山昭郎（3年数学）:山本亘
- 池田統子（3年英語）:中村たつ
- 岩島義之（3年国語）:松熊信義
- 小林親平（2年社会）:仲恭司
- 近藤貞一（2年体育）:高瀬哲朗
- 日浦司（2年理科）:鈴木慎平
- 安部智幸（2年英語）:前川哲男
- 三好総一朗（2年社会）:楠見尚己
- 中沢邦夫（1年数学）:森一朗
- 宇佐美登紀子（1年体育）:野田美香
- 野中千鶴（1年音楽）:門谷美佐
- 竹内孝次（用務員）:加藤純一